# Eva Němcová
Eva Němcová, coniugata Horáková (Praga, 12 marzo 1972), è un'ex cestista ceca, professionista nella WNBA. È figlia di due atleti olimpici: i lanciatori del disco Jiřina Vobořilová e Zdeněk Němec.

## Carriera
Ala di 187 cm, ha giocato in Serie A1 con Messina.
È stata selezionata dalle Cleveland Rockers al primo giro del Draft WNBA 1997 (4ª scelta assoluta).
Con la Cecoslovacchia ha disputato i Campionati mondiali del 1990, i Campionati europei del 1991 e i Giochi olimpici di Barcellona 1992.
Con la Rep. Ceca ha disputato tre edizioni dei Campionati europei (1995, 1999, 2005).

## Palmarès
- All-WNBA First Team (1997)
- All-WNBA Second Team (1998)
- 2 volte migliore tiratrice da tre punti WNBA (1997, 1998)
- Migliore tiratrice di liberi WNBA (1999)